# كاموف كا-31
كاموف كا-31 (بالإنجليزية: Kamov Ka-31)‏ (لقب تعريف الناتو «هيليكس» 'Helix')، هي طائرة هليكوبتر عسكرية تقوم بمهام ودور الإنذار المبكر والتحكم الجوي، وضعت للبحرية السوفيتية وتعمل حاليا في روسيا والصين والهند.
يستند هيكل طائرة كا-31 على كاموف كا-27. يمكن تمييز كا-31 بصريا بواسطة الهوائي الكبير لرادار الإنذار المبكر، والذي يمكن طوية وتخزينها تحت جسم الطائرة، وكذلك المجس الضخم الخاص بالحد من الكهربائية الضوئية والمثبت تحت قمرة القيادة. كما يكن طي عدة الهبوط من أجل منع التداخل مع الرادار.

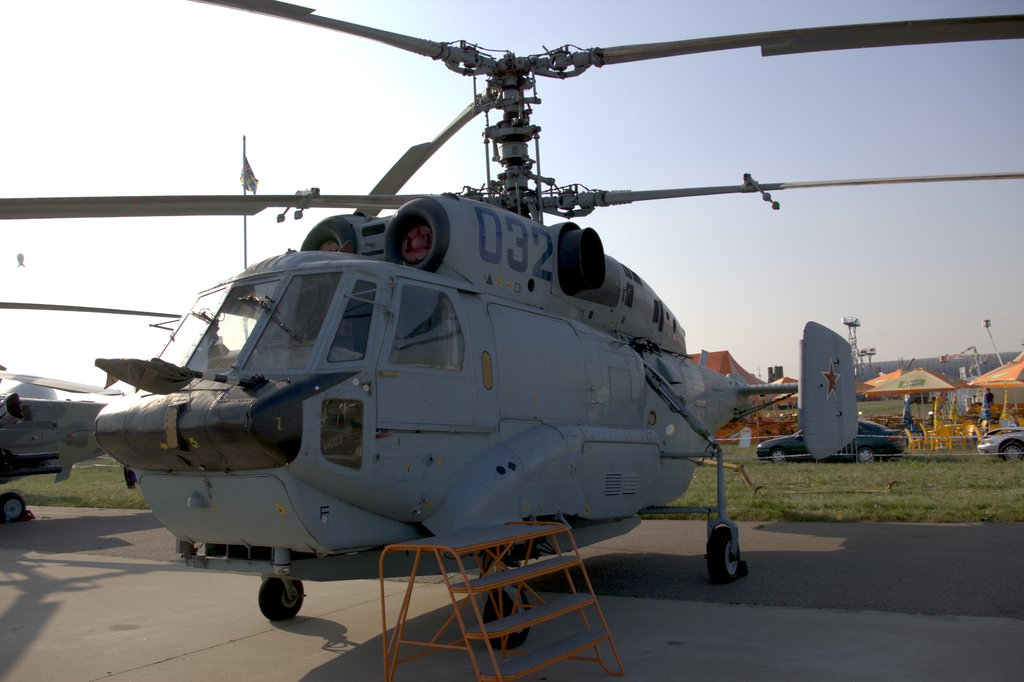
كاموف كا-31 في مكس 2007MAKS

## المشغلون
الصين

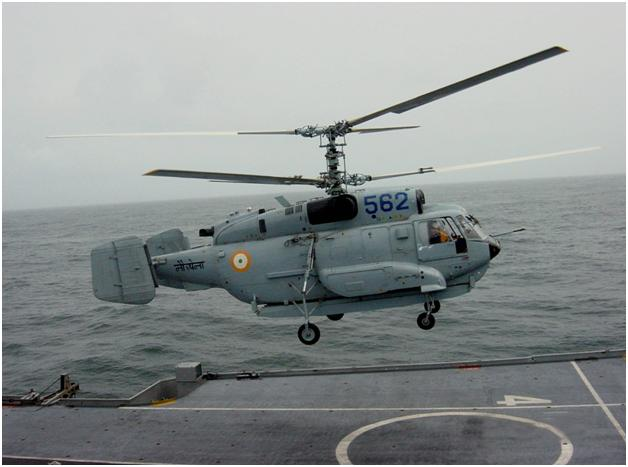
كاموف كا-31 من للبحرية الهندية

- People's Liberation Army Naval Air Force[1]

 الهند
- Indian Naval Air Arm[1]

 روسيا
- Russian Naval Aviation[2]

## مواصفات (Ka-31)
البيانات من AWACS and Hawkeyes: The Complete History of Airborne Early Warning Aircraft 
الخصائص العامة
- الطاقم: Two (Pilot+NSO)
- الطول: 12.5m ()
- قطر الدوار: 2x 14.50 m (2x 47 ft 7 in)
- الارتفاع: 5.6m ()
- وزن الإقلاع الأقصى: 12,200kg ()
- محرك الطائرة: 2 × Isotov TV3-117VMAR محرك عمود دوران توربيني, 1633 kW (2217.7 hp)  الواحد

الأداء
- السرعة القصوى: 250 km/h (135 knots, 166 mph)
- سرعة العبور: 205 km/h (110 knots, 126 mph)
- مدى (طائرة): 600 km (324 nautical miles)
- سقف الخدمة: 3500 meters (11,483 feet)

## روابط خارجية
- Kamov Ka-27 - Specific Information (eng/rus)
- Photo Ka-31 in flight (2010).
- Chinese Ka-28 and Ka-31 fleet